# Jacques Kets

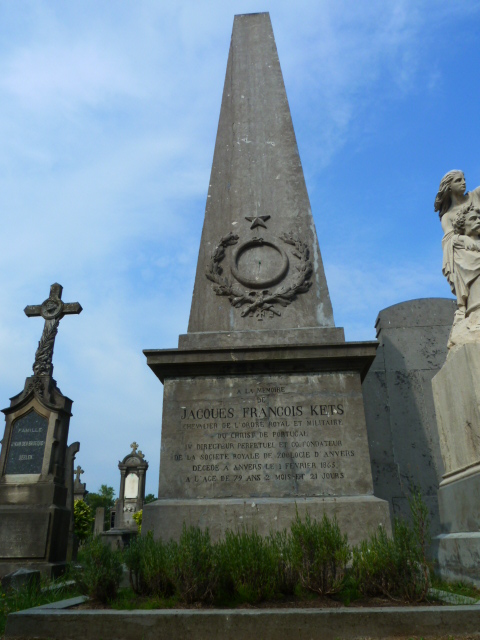
Graf op 't Schoonselhof te Antwerpen

Jacques François Kets (Antwerpen, 10 november 1785 - 1 februari 1865) was een bekende Belgische dier- en plantkundige en de eerste directeur van de Koninklijke Maatschappij voor Dierkunde Antwerpen (KMDA).  
Onder die organisatie valt ook nog steeds de ZOO Antwerpen. Hij aanvaardde de functie van directeur op voorwaarde dat er een museum zou worden opgericht om zijn natuurhistorische verzamelingen in onder te brengen. Kets was een kundig preparateur, en de verzameling bevatte in het begin dan ook vooral veel opgezette dieren. De ZOO Antwerpen werd geopend op 21 juli 1843, de dag waarop ook de KMDA formeel gesticht werd. 
Kets was dooppeter van Jozef Möller, een zwart jongetje dat hij in dienst nam als vogelverzorger en dat in Antwerpen bekend raakte als Jefke van de Zoölogie. 

## Vernoemingen
- Ketsstraat in Antwerpen.
- Jacques Ketsprijs, jaarlijkse Prijs voor Biologie, sinds 1953 uitgereikt door de Koninklijke Maatschappij voor Dierkunde Antwerpen.
- Jacques Kets Room, vergaderzaal in het Flanders Meeting & Convention Center in Antwerpen.

## Publicatie
- Eugene Gens: Promenade au jardin zoologique d'Anvers. Anvers, 1861. (Digitale versie)